# Melécio (governador)
Melécio (em latim: Meletius) foi um oficial romano do século IV, ativo durante o reinado do imperador Constâncio II (r. 337–361). Em 360, estava na Panfília e recebeu pedidos dos amigos do sofista Libânio. Sua posição não é descrita, mas a julgar que a epístola que menciona esse episódio (235) descreve a situação como dentro da lei, Melécio provavelmente era governador da região.